# لوك كيبكوسجي
لوك كيبكوسجي (بالإنجليزية: Luke Kipkosgei) مواليد 27 نوفمبر 1975 ، هو عداء كيني متخصص في ركض المسافات الطويلة في 3000 متر و5000 متر. حقق الميدالية الذهبية في ألعاب النوايا الحسنة سنة 1998.

## سجل المنافسة
| العام      | المسابقة                                    | المكان                      | المركز     | حدث        | ملاحظة     |
| يمثل كينيا | يمثل كينيا                                  | يمثل كينيا                  | يمثل كينيا | يمثل كينيا | يمثل كينيا |
| ---------- | ------------------------------------------- | --------------------------- | ---------- | ---------- | ---------- |
| 2003       | بطولة العالم لألعاب القوى داخل الصالات 2003 | برمنغهام (إنجلترا)، إنجلترا | 3          | 3000 م     |            |
| 2003       | نهائي ألعاب القوى العالمي 2003              | مونت كارلو، موناكو          | 7          | 3000 م     |            |
| 2004       | نهائي ألعاب القوى العالمي 2004              | مونت كارلو، موناكو          | 10         | 3000 م     |            |

## روابط خارجية
- لوك كيبكوسجي على موقع الاتحاد الدولي لألعاب القوى (الإنجليزية)